# Municipio de German (condado de Harrison)
El municipio de German (en inglés: German Township) es un municipio ubicado en el condado de Harrison en el estado estadounidense de Ohio. En el año 2010 tenía una población de 805 habitantes y una densidad poblacional de 12,31 personas por km².

## Geografía
El municipio de German se encuentra ubicado en las coordenadas 40°23′31″N 80°54′57″O / 40.39194, -80.91583. Según la Oficina del Censo de los Estados Unidos, el municipio tiene una superficie total de 65.39 km², de la cual 65,08 km² corresponden a tierra firme y (0,49 %) 0,32 km² es agua.

## Demografía
Según el censo de 2010, había 805 personas residiendo en el municipio de German. La densidad de población era de 12,31 hab./km². De los 805 habitantes, el municipio de German estaba compuesto por el 98,63 % blancos, el 0,5 % eran afroamericanos, el 0,12 % eran asiáticos y el 0,75 % eran de una mezcla de razas. Del total de la población el 0,87 % eran hispanos o latinos de cualquier raza.